# Accélération de la rotation d'une étoile à neutrons
L'accélération de la rotation d'une étoile à neutrons est l'augmentation de la vitesse de rotation d'une étoile à neutrons au fil du temps, ce phénomène a d'abord été observé dans Cen X-3 et Her X-1, mais est maintenant observé dans d'autres pulsars X. Dans le cas de X-3 Cen, la période du pulse diminue sur une échelle de temps de 3,4·103 années (défini comme {\displaystyle P/{\dot {P}}}, où {\displaystyle P} est la période de rotation et {\displaystyle {\dot {P}}} est le taux de variation de la période de rotation).
Durant la détection du premier pulsar milliseconde, il a été émis l'hypothèse que les pulsars milliseconde sont des étoiles à neutrons qui ont été accélérés par accrétion dans un système binaire proche. Le changement de période de l'étoile à neutrons en rotation vient de la région de transition entre la magnétosphère et le flux de plasma de l'autre étoile du système. Dans ce contexte, la magnétosphère est définie comme la région entourant l'étoile à neutrons, dans lequel le champ magnétique détermine le mouvement du plasma. À l'intérieur du champ magnétique, le plasma sera finalement en co-rotation avec l'étoile à neutrons alors que dans la zone de transition, le moment cinétique du disque d'accrétion sera transféré via le champ magnétique à l'étoile à neutrons, pour ainsi accélérer la rotation.